# 紫紅醜鰩
紫紅醜鰩（學名：Malacoraja senta），為軟骨魚綱鰩目鰩科醜鰩屬的一種，被IUCN列為易危保育類動物，分布於西大西洋加拿大紐芬蘭島和聖羅倫斯灣南部附近的淺灘至美國紐澤西州海域，深度25至1436公尺，本魚體盤呈菱形，尾巴前部的刺較大，隨著年齡的增長，後部的刺會消失，每隻眼睛前面和周圍有一組刺，成魚背部中間有1排多條小棘，兩側各有1排小棘，背部中部1排小棘沿體盤向前延伸至眼後區域。幼魚的尾巴上有2條淺色的橫紋，每條橫紋的周圍都有一個深色的斑點或條紋，吻尖，體盤上表面呈淡棕色，帶有許多不明顯的深色斑點和不規則的淺色斑紋，下表面呈純白色，帶有一些小暗點，體長可達71公分，棲息在沙泥或礫石底質海域，為底棲性魚類，肉食性，卵生，卵囊呈長方形且具堅硬的角質觸鬚，生活習性不明。